# Dennis de Jong

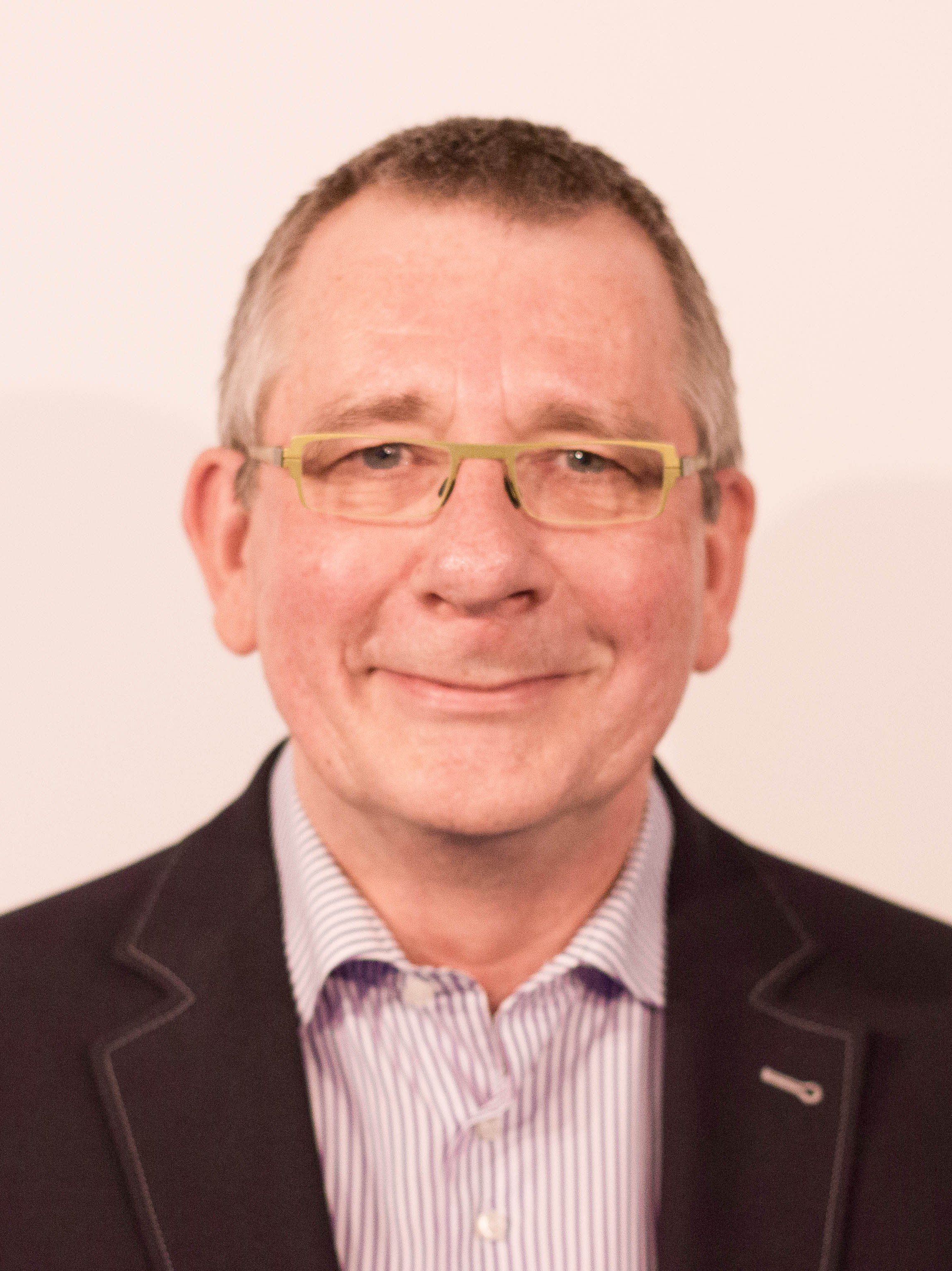
Dennis de Jong

Cornelis (Dennis) de Jong (* 22. Mai 1955 in Delft) ist ein niederländischer Politiker der Sozialistischen Partei.

## Leben
Nach seiner Schulzeit studierte De Jong Rechtswissenschaften und Politische Ökonomie an der Erasmus-Universität Rotterdam, wo er 1976 in Rechtswissenschaften und 1977 in Ökonomie graduierte. Danach ging er nach New York City, wo er an der New School of Social Research studierte und seinen Master 1979 im Studienfach Internationale Beziehungen erreichte. De Jong erhielt nach seinem Studium eine Anstellung als Diplomat am Auswärtigen Amt der Niederlande. Von 1983 bis 1987 war De Jong am Sozial- und Arbeitsministerium der Niederlande beschäftigt und von 1987 bis 1993 arbeitete er für das Justizministerium, wo er Leiter der Abteilung Ausländerpolitik war. 2000 promovierte er zum  Doktor in internationalem Recht. Seit 2009 ist De Jong Abgeordneter im Europaparlament. Er ist im Vorstand der European Parliament Platform for Secularism in Politics (EPPSP).

## EU-Abgeordneter
De Jong ist Stellvertretender Vorsitzender im Sonderausschuss gegen organisiertes Verbrechen, Korruption und Geldwäsche.
Mitglied ist er im Ausschuss für Binnenmarkt und Verbraucherschutz und in der Delegation für die Beziehungen zu den Ländern Südostasiens und der Vereinigung südostasiatischer Staaten (ASEAN).
Als Stellvertreter ist er im Haushaltskontrollausschuss und im Ausschuss für bürgerliche Freiheiten, Justiz und Inneres.
De Jong wohnt mit seinem Partner Kees Vrijdag in Rotterdam. Er ist Mitglied der Protestantischen Kirche in den Niederlanden.

## Werke (Auswahl)
- 2009: Nederland wil minder Brussel
- 2000: The freedom of thought, conscience and religion or belief in the United Nations – 1946–1992